# Saint-Gein
 Saint-Gein  (en occitano Sent Genh) es una población y comuna francesa, situada en la región de Aquitania, departamento de Landas, en el distrito de Mont-de-Marsan y cantón de Villeneuve-de-Marsan.

## Demografía
| 382 | 370 | 369 | 429 | 426 | 394 | 434 | 445 | 437 | 434 | 418 |
| Para los censos de 1962 a 1999 la población legal corresponde a la población sin duplicidades (Fuente: INSEE [Consultar]) |     |     |     |     |     |     |     |     |     |     |